# Neomenia herwigi
Neomenia herwigi is een Solenogastressoort uit de familie van de Neomeniidae. De wetenschappelijke naam van de soort is voor het eerst geldig gepubliceerd in 1976 door Kaiser.